# Rite mozarabe

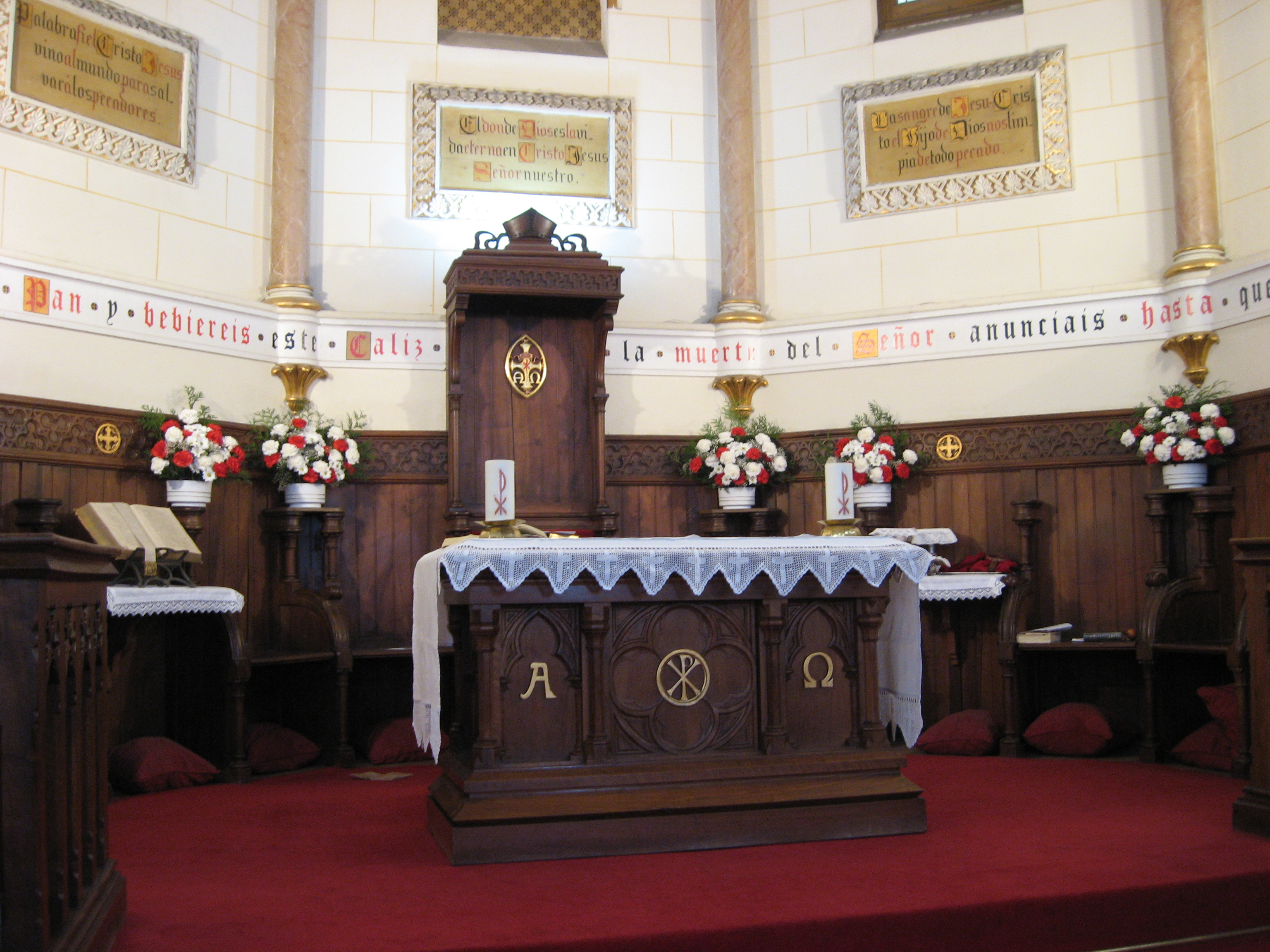
Chœur de la cathédrale épiscopalienne de Madrid

Le rite wisigoth ou rite mozarabe est une forme de liturgie catholique en usage dans les diocèses catholiques d'Espagne et du Portugal, à partir du VIIe siècle. Il est aujourd'hui célébré dans le diocèse de Braga, au Portugal, autorisé dans le diocèse de Tolède, en Espagne, à égalité avec le rite romain, et maintenu par l'Église épiscopalienne réformée espagnole (anglicane).

## La liturgie mozarabe
Héritière directe de la liturgie suève et wisigothe, cette liturgie est influencée à la fois par le christianisme oriental, par la liturgie gallicane et par la liturgie romaine. Le rite présente toutefois de notables différences avec le rite romain. Ainsi lors de la messe, neuf oraisons sont récitées, trois passages des Évangiles sont lus et la communion se fait systématiquement sous les deux espèces. Le chant liturgique est très spécifique. La liturgie a trouvé sa forme définitive par l'action d'Isidore de Séville, très influent lors du IVe concile de Tolède. 

### Historique
Après la conquête musulmane de 711, les chrétiens restés dans la péninsule ont pu, en vertu du statut de dhimmi que l'islam impose aux « gens du Livre », conserver leurs biens et exercer librement leur culte, en échange d'un impôt de capitation, la djizya, versé au souverain régnant.
Nombreux dans les villes de Tolède, Cordoue, Séville, et Mérida, ces chrétiens soumis à l'autorité musulmane et qualifiés a posteriori de mozarabes (de musta’rib, « arabisé »), jouissent d'une certaine autonomie ; ils élisent des notables (comte, censor ou exceptor) à la tête de leurs communautés, chargés de maintenir l'ordre, de régler les litiges et de percevoir la djizya (taxe).
S'il leur est interdit de construire de nouvelles églises, les chrétiens mozarabes parviennent à maintenir la hiérarchie ecclésiastique et les principales charges épiscopales d'avant l'invasion ; Trois sièges métropolitains Tolède, Séville et Mérida, ainsi que 18 sièges épiscopaux. Leurs évêques sont convoqués en synodes réguliers, sous l'autorité du métropolitain de Tolède.
Les chrétiens mozarabes des royaumes musulmans ont donc vécu en vase clos, sur leur tradition wisigothe, quatre siècles durant, sans pouvoir suivre les évolutions du monde chrétien. Pour la liturgie comme pour l’art. Or dès le XIe siècle, les royaumes de Navarre et d’Aragon ont adopté la règle de saint Benoît et le nouveau rite romain. Au XIe siècle, l’ordre de Cluny envoie ses moines qui vont bâtir leurs monastères tout le long du Chemin de Saint-Jacques, le Camino francés. C’est une véritable révolution culturelle, qui ne va pas sans quelques drames personnels et qui sera plus difficile dans les provinces nouvellement conquises, où musulmans et mozarabes négocient en corps constitués leur soumission.
Le 25 mai 1085, Alphonse VI le Vaillant (1042-roi du León en 1065 et de Castille en 1072-1109) a ainsi accordé aux musulmans de Tolède le maintien de leurs biens et de leur religion. Les chrétiens mozarabes font alors observer qu’eux aussi sont attachés à la règle de saint Isidore.

### Particularités de la liturgie Mozarabe
La liturgie mozarabe pratiquée durant la période islamique est très proche de celle fixée par Isidore de Séville au VIIe siècle. Sous la loi islamique, le clergé a pris un soin particulier à s'adresser à ses fidèles. La Bible a été traduite en arabe à cette période.
Le rite mozarabe est plus long que le rite romain. Les images et le cérémonial prennent une place importante, donnant au rite une beauté qui peut expliquer le soutien que le rite a conservé même après l'introduction dans la péninsule ibérique du rite romain. Le rite mozarabe contient de nombreux hymnes. C'est le premier rite à avoir utilisé les cendres à l'intérieur de la liturgie et non, comme auparavant, seulement pour des usages externes aux cérémonies. 
La liturgie mozarabe fait largement usage de répons entre le prêtre et les fidèles, y compris pendant le Confiteor (prière de pénitence des fidèles).
Isidore de Séville mentionne dans ses écrits les « sept prières » de la messe mozarabe. Il s'agit de sept grands textes variables de la messe mozarabe qui constituent les prières essentielles du célébrant pour la messe. Il n'y a pas de prière eucharistique fixe dans cette liturgie, ce qui donne une certaine flexibilité au célébrant. Certaines prières eucharistiques sont adressées au Christ plutôt qu'à Dieu le Père, l'hostie est découpée après la consécration en neuf part dont sept sont disposées en croix sur la patène.

#### Citations
Exemple de liturgie espagnole mozarabe : 
Préface eucharistique pour le 2e dimanche de Carême ; PL 85, 322 (trad. Orval)
« Un aveugle peut-il guider un autre aveugle ? »
Il est juste et bon de te rendre grâce, Seigneur, Père très saint, Dieu éternel et tout puissant, par Jésus Christ ton Fils, notre Seigneur... Il est venu en ce monde pour le jugement, de sorte que les aveugles ont vu et que ceux qui voyaient ont été aveuglés (Jn 9,39). Ceux qui se sont reconnus dans les ténèbres de l'erreur ont reçu la lumière éternelle qui les a délivrés de l'obscurité de leurs fautes. Et les arrogants qui prétendaient posséder en eux-mêmes la lumière de la justice ont été plongés à bon droit dans leurs propres ténèbres. Gonflés de leur orgueil et sûrs de leur justice, ils ne cherchaient pas de médecin pour les guérir. Ils auraient pu avoir accès au Père par Jésus qui s'est déclaré la porte (Jn 10,7), mais parce qu'ils se sont prévalus insolemment de leurs mérites ils demeurèrent dans leur aveuglement.
C'est pourquoi nous venons humblement vers toi, Père très saint, et sans présumer de nos mérites nous ouvrons devant ton autel notre propre blessure. Nous avouons les ténèbres de nos erreurs, nous découvrons les replis de notre conscience. Puissions-nous trouver, nous t'en prions, un remède à notre blessure, la lumière éternelle au milieu des ténèbres, la pureté de l'innocence dans notre conscience. Nous voulons de toutes nos forces contempler ton visage..., nous désirons voir le ciel...
Viens donc à nous, Jésus, nous qui prions dans ton temple, et soigne-nous en ce jour, toi qui n'as pas tenu compte du sabbat pour opérer des prodiges... Toi qui nous as faits de rien, prépare un onguent et applique-le sur les yeux de notre cœur... Écoute notre prière et enlève l'aveuglement de nos péchés afin que nous voyions la gloire de ta face dans la paix de la béatitude éternelle.

### L’autodafé de Tolède
Dans Tolède reconquise, l’embarras était grand. Les nouveaux prélats, les gens de Cluny, voulaient établir partout la réforme grégorienne. Le peuple mozarabe de Tolède tenait à la vieille liturgie de saint Isidore qu’il avait maintenue pendant quatre siècles en terre musulmane. Une seule solution : s’en remettre au jugement de Dieu. On fit donc un bûcher d’autodafé, en jetant dans les flammes deux missels des deux liturgies en concurrence.
Selon la légende, l’apôtre Jacques de Zébédée apparut et retira les deux liturgies du bûcher. Les parchemins en sortirent tous les deux intacts. Devant cette volonté divine si évidente, il fut décidé que les deux liturgies auraient droit de cité à Tolède.
Cet autodafé providentiel trancha la difficulté. Désormais, les deux rites furent admis. En foi de quoi, l’on peut encore suivre parfois dans cette ville, et six autres paroisses, une messe de rite wisigothique, suivant la vieille règle de saint Isidore…
Saint Veremond, (1020-1092) abbé du monastère d'Irache en Navarre, défenseur du rite mozarabe, envoie à Rome pour leur approbation deux livres liturgiques.
En 1500 le cardinal Jiménez de Cisneros obtint du pape Jules II (1503-1513), le maintien définitif de ce rite.
Après le Concile de Trente et l'unification liturgique de l'Église latine réalisée par la bulle Quo Primum du pape Pie V, elle subsista par exception, ayant plus de deux cents ans d'ancienneté, aux côtés de la liturgie romaine.

## L’ère wisigothe ou ère hispanique
Introduite par l’évêque Hydace de Chaves (388-470), elle compte 38 ans de plus que l’ère du reste du monde chrétien ou ère latine. Elle survit en Espagne jusqu’au XIe siècle avec l’introduction progressive de la réforme grégorienne par les moines de Cluny, dans les territoires reconquis. Elle n'est abandonnée par les Portugais (Chaves, la ville d'Hydace, est située sur le territoire du Portugal) qu'au XVe siècle, sous le règne de Jean Ier de Portugal, qui décrète l'adoption officielle de l'Anno_Domini à travers une charte (Carta Régia) le 22 août 1422.

## L’Aljamía
Nom féminin.
De l’arabe al-’adjamiyya (paroles d’étranger), le mot aljamía désigne le latin corrompu utilisé par les mozarabes, c’est-à-dire les chrétiens hispano-romains de l’al-Andalus ayant accepté la domination de l’islam, et pratiquant la liturgie de saint Isidore ou wisigothique.
Il reste un nombre assez important de traces de cette langue, notamment les « diwanes » (collections de poèmes).
Les Maures utilisèrent ce mot pour désigner le castillan.